# KV Arena
KV Arena är en inomhusarena i Karlovy Vary, Tjeckien. Arenan har en publikkapacitet på 6 000 och byggdes 2009. I arenan spelar ishockeylaget HC Energie Karlovy Vary sina hemmamatcher.